# 金柏特裝型半自動手槍
金柏特裝型半自動手槍（英語：Kimber Custom）是一系列由總部位於美国纽约州揚克斯的金柏公司所研製、生產及銷售的M1911半自動手槍的其中一個型號，主要發射.45 ACP口徑手枪子彈。

## 歷史
1996年，金柏公司開始了其手槍銷售。儘管其標準型的價格比競爭對手之一的春田公司所生產的還要高，因而在最初如同預想般受到冷遇，但這個品牌從此為人所知。

## 概述
金柏特裝型半自動手槍系列可以生產為多種不同外部特點和防腐蝕處理的風格。作為其中一把M1911型號的手槍，它的膛室設計和發射的通常都是.45 ACP口徑手枪子彈。它也已經生產了其他的口徑，包括.40 S&W、10毫米Auto、9毫米鲁格弹（9毫米帕拉貝倫彈）和.38超級彈。該槍所使用的口徑是印在槍管的上面和於閉膛狀態時的套筒（完全向前）。
金柏特裝型是一把全尺寸型號的M1911手槍，裝有127毫米（5英吋）槍管。底把和套筒都是由鋼製造。金柏特裝型採用了單一的全尺寸型復進簧導桿，因此需要在套筒的前面留下多條鋸齒狀突起的防滑紋以加強其在強大壓力下的抗變形力。雖然金柏特裝型就是金柏最基本的型號，它亦有一部份是來自以往只能夠從一些特別定做的M1911型號之中才可以發現的功能，例如降低了位置的拋殼口、改進型的扳機、斜角式彈匣插槽、加長的拇指操作式手動保險和河狸尾狀的握把式保險。
一般人購買政府型手槍以後，都會為其添加定製配件。有些人會選擇去當地槍店安裝配件，但是價格不菲。而金柏公司的標準型則直接加裝了“海狸尾部”式設計的握把保險裝置、夜間用機械瞄具等配件，這無疑地為消費者節省了資金，而這也成為了金柏手槍的魅力所在。
金柏公司採用了数控机床以及特殊鑄造技術製造槍械零件，以減低產品成本，和提高生產效率。在機械工業界率先引進“金屬粉末注射成型”（MIM）的工藝，用以大量生產阻鐵、手動保險、空槍掛機桿和機械瞄具等形狀複雜的零件。這種加工技術最早運用於金柏公司的82型.22口徑步槍的製造中。
儘管那些沒有採用金屬粉末注射成型工藝的槍械生產商宣稱通過這種通過這種工藝生產的零件強度並沒有傳聞中的那麼樣出色，但通過使用金柏手槍的客戶的反饋信息來看，金柏手槍的零件都具有最少數萬發的使用壽命，遠高於常規M1911。僅此一點，便可看出金屬粉末注射成型工藝的先進之處。而在金柏的例子成功以後，受其影響採用金屬粉末注射成型工藝的生產商也越來越多。
原來的金柏特裝型型號已經被金柏特裝Ⅱ型取代了。金柏特裝Ⅱ型裝有內置式擊針保險。此功能旨在提供額外的保證，就算該槍掉下亦不會因而擊發，這是因為擊針被機械性阻鐵所阻擋以防止其撞擊膛室內的子彈。除非按壓握把背部的握把式保險以解除阻擋才可發射。

## 特裝TLE Ⅱ型
金柏特裝TLE Ⅱ型（英語：Custom TLE II）是金柏特裝型半自動手槍的其中一種型號。其命名的“TLE”的意思是“戰術執法型”（英語：Tactical Law Enforcement）。TLE和特裝型相近，除了套筒標記，是專門為了給予洛杉磯警察局特警隊使用而製作的特殊型號。不同於標準型號的特裝型的是，它裝有氚瓶光點式夜間機械瞄具和每1英吋30條向前方向的金屬線的格子式花紋。
金柏亦生產了以下多種以特裝TLE型為基礎的衍生型：
- 特裝TLE Ⅱ型：和洛杉磯警察局特警隊的型號相同的標準衍生型。
- 特裝TLE Ⅱ型（LG）（英語：Custom TLE II (LG)）：內置緋紅軌跡（英语：Crimson Trace）雷射瞄準器的握把側板。
- 特裝TLE/RL Ⅱ型（英語：Custom TLE/RL II）：連套筒下方、扳機護環前方的配件安裝導軌。
- 不鏽鋼TLE Ⅱ型（英語：Stainless TLE II）：連不鏽鋼處理。
- 不鏽鋼TLE/RL Ⅱ型（英語：Stainless TLE/RL II）：連不鏽鋼處理和在套筒下方、底把的扳機護環前方的防塵蓋整合的一條MIL-STD-1913式配件安裝導軌。

## ICQB、勇士型和沙漠勇士型
金柏勇士型（英語：Warrior）和金柏沙漠勇士型（英語：Desert Warrior）這兩款型號，是一種為美国海军陆战队特種作戰司令部（英語：United States Marine Corps Special Operations Command，簡稱：MARSOC）而以特裝型為基礎並且生產的特別版本。這些MARSOC手槍，又被稱為金柏“過渡期近距離作戰手槍”（英語：Interim Close Quarters Battle pistol，簡稱：ICQB），並沒有其他的特裝型都可以看到的內置式的擊針阻鐵，因此勇士型和沙漠勇士型的名字後面並沒有“Ⅱ型”。這些手槍裝有一個左右兩面皆可由拇指靈巧的操作的手動保險、戰術槍索吊環、抽殼鈎，和一些在其他的特裝型型號都沒有的一條軍用標準長度的縮短型復進簧導桿，以便更容易地在不需要任何工具下作英語：，羅馬化：Field striping。
ICQB手槍裝有由螺絲上鎖的道森（英語：Dawson）的精密輕型導軌、諾瓦克LoMount生產的氚光夜間用機械瞄具和褐色的西蒙尼槍手（英語：Simonich Gunner）G-10握把。此槍被運往MARSOC後還會配備SureFire整體式軍用手槍戰術燈（英語：Integrated Military Pistol Light，簡稱：IMPL）Gemtech TRL戰術槍索及其吊環（亦且同時掛上應急配備的通訊用電話線裝置）以及威爾遜戰鬥產品公司的7至8發彈匣。
金柏勇士型和沙漠勇士型這兩款型號都在套筒下方、底把的扳機護環前方的防塵蓋整合了一條MIL-STD-1913式配件安裝導軌、金柏Meprolight氚光夜間用機械瞄具以及由金柏自行生產、和西蒙尼槍手G-10狼棕色握把側板非常相似的G-10特殊戰術握把側板。他們亦同時將金柏原廠生產的彈匣一併公開發售。否則，它們就會等同ICQB手槍。
勇士型和沙漠勇士型採用的金柏專業Ⅱ型（英語：＝英語：）表面處理具有加強表面硬度和自我潤滑性，以及抗化学物质、潮濕、鹽分及紫外线這些可以分解其他表面處理的優點。
勇士型採用啞光黑色的专利等級的金柏專業Ⅱ型表面處理和標準型號的特裝型的铝製及比賽等級扳機。而沙漠勇士型則是使用融合了沙漠迷彩色的草綠色金柏專業Ⅱ型處理，和堅實的鋁製]比賽等級扳機。
在2013年的SHOT Show（美國著名槍展）之中，金柏公司推出了勇士SOC型（全稱：Special Operations Capable，意為：特種作戰能力）。該槍是以美国海军陆战队中央司令部分配給隊員的專用手槍為藍本，使用沙色套筒及橄欖色底把（同樣具有金柏專業Ⅱ型處理），將可拆卸式沙色型緋紅軌跡Rail Master雷射瞄準器作為預設瞄準具之一。

## 其他特裝型型號
其它型號的金柏特裝型還包括：
- 不鏽鋼Ⅱ型（英語：Stainless II）：使用不銹鋼製成的底把和套筒，因此此槍的外表為銀色，而不是啞光（英语：Paint sheen）黑色。
- 特裝瞄準Ⅱ型（英語：Custom Target II）：使用可調節的機械瞄具。
- 不鏽鋼瞄準Ⅱ型（英語：Stainless Target II）：使用可調節的機械瞄具和不鏽鋼製成的底把和套筒。[10]
- 皇家Ⅱ型（英語：Royal II）：使用皇家藍色（烤藍）的處理和拋光（仿电镀漆）的紫檀木型握把側板。

## 相關型號
金柏也以金柏特裝型為基礎而研製及產生了一些的更尖端的全尺寸M1911手槍型號，但亦由於是在特裝型的基礎上附加一些屬於金柏其他型號而來的功能和因而造成高昂的價格，一般都不會是金柏特裝型值得考慮的部分型號。這些型號包括：
- 日蝕特裝Ⅱ型（英語：Eclipse Custom II）：使用雙色調的不鏽鋼連黑色外觀以及氚光夜間用機械瞄具。
- 戰術特裝Ⅱ型（英語：Tactical Custom II）：使用灰色的铝製底把、黑色的钢製套筒、氚光夜間用機械瞄具、可由拇指靈巧的操作的手動保險（英语：Safety (firearms)）以及加大彈匣插槽。
- 特裝CDP Ⅱ型（英語：Custom CDP II）：使用黑色的铝製底把、不鏽鋼製套筒、氚光夜間用機械瞄具、可由拇指靈巧的操作的手動保險（英语：Safety (firearms)）以及“便攜融化”的圆形邊角。
- 特裝隱蔽Ⅱ型（英語：Custom Covert II）：使用沙漠迷彩的铝製底把、黑色的钢製套筒、內置緋紅軌跡（英语：Crimson Trace）雷射瞄準器的握把側板、標準尺寸型復進簧導桿、氚光夜間用機械瞄具、戰術槍索吊環以及“便攜融化”的圆形邊角。
- SIS特裝型（英語：SIS Custom）：使用灰色處理、平頂套筒、標準尺寸型復進簧導桿、矩形氚光夜間用機械瞄具、可由拇指靈巧的操作的手動保險（英语：Safety (firearms)）、“便攜融化”的圆形邊角以及沒有裝上內置式擊針保險。
- 特裝緋紅色便攜Ⅱ型（英語：Custom Crimson Carry II）：铝製底把、啞光（英语：Paint sheen）黑色的钢製套筒、紫檀木型握把連內置緋紅軌跡（英语：Crimson Trace）雷射瞄準器側板。
- 超級便攜特裝型（英語：Super Carry Custom）：铝製底把、啞光（英语：Paint sheen）黑色的钢製套筒、矩形氚光夜間用機械瞄具、可由拇指靈巧的操作的手動保險（英语：Safety (firearms)）、“便攜融化”的圆形邊角以及沒有裝上內置式擊針保險。

## 圖集

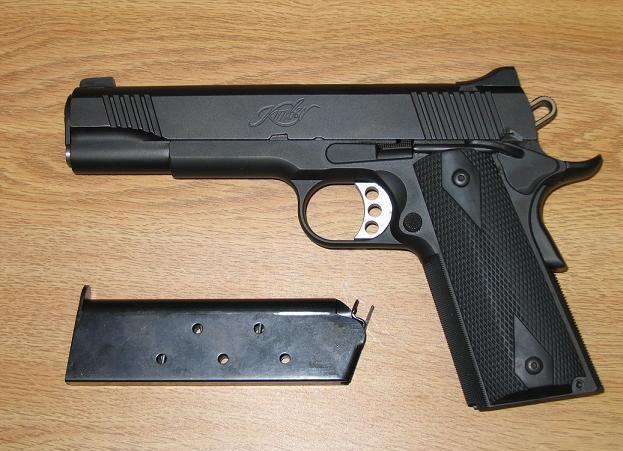
金柏特裝TLE Ⅱ型的左邊和左邊的彈匣釋放按鈕
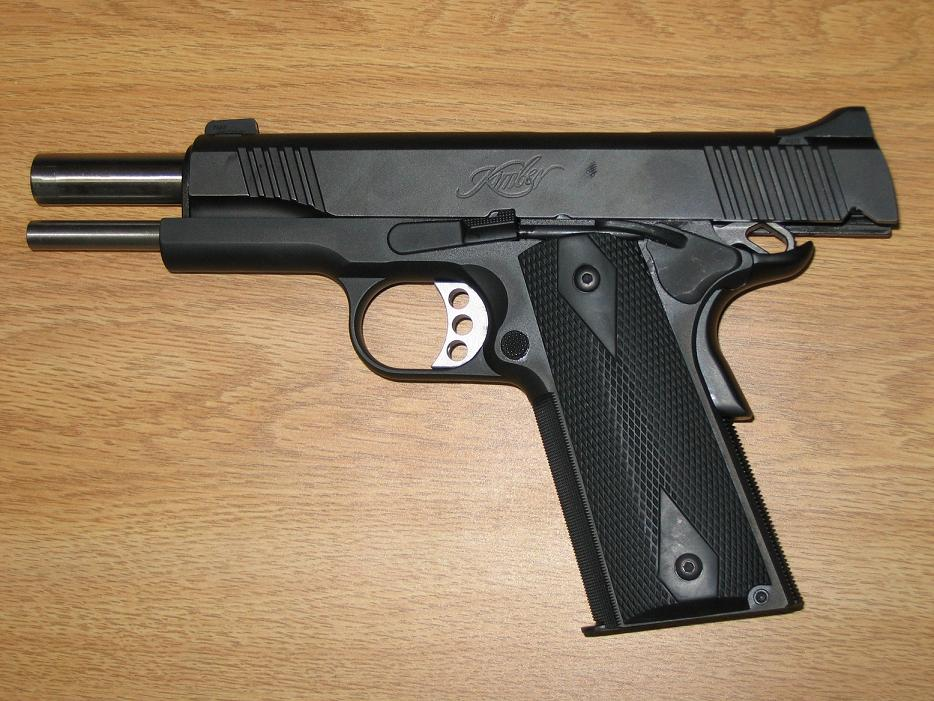
金柏特裝TLE Ⅱ型的套筒在空槍掛機狀態
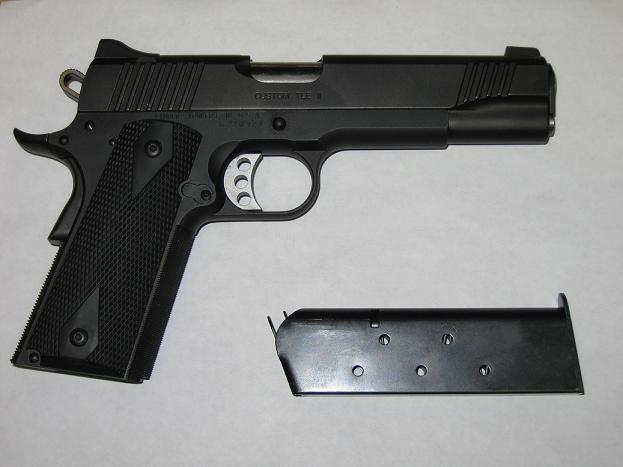
金柏特裝TLE Ⅱ型的右邊和右邊的彈匣釋放按鈕
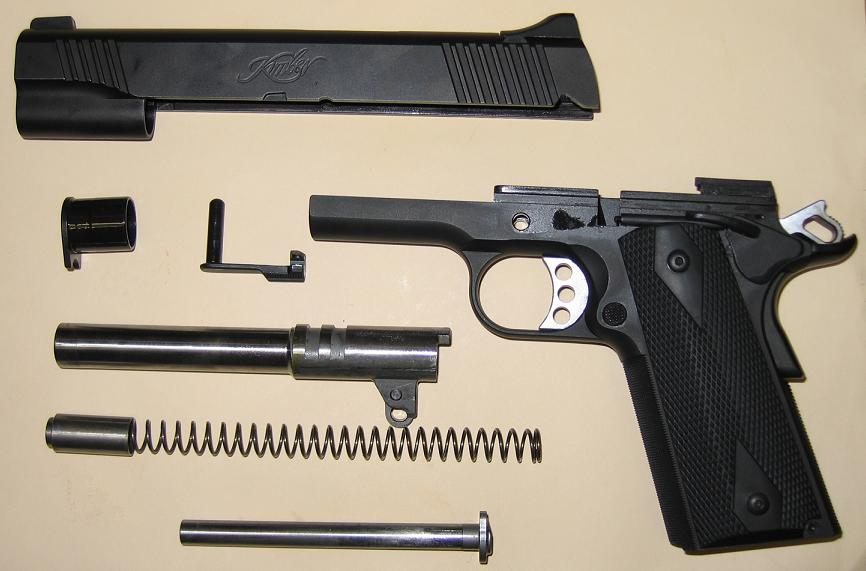
大部分解（英语：Field striping）的金伯特裝TLE Ⅱ型
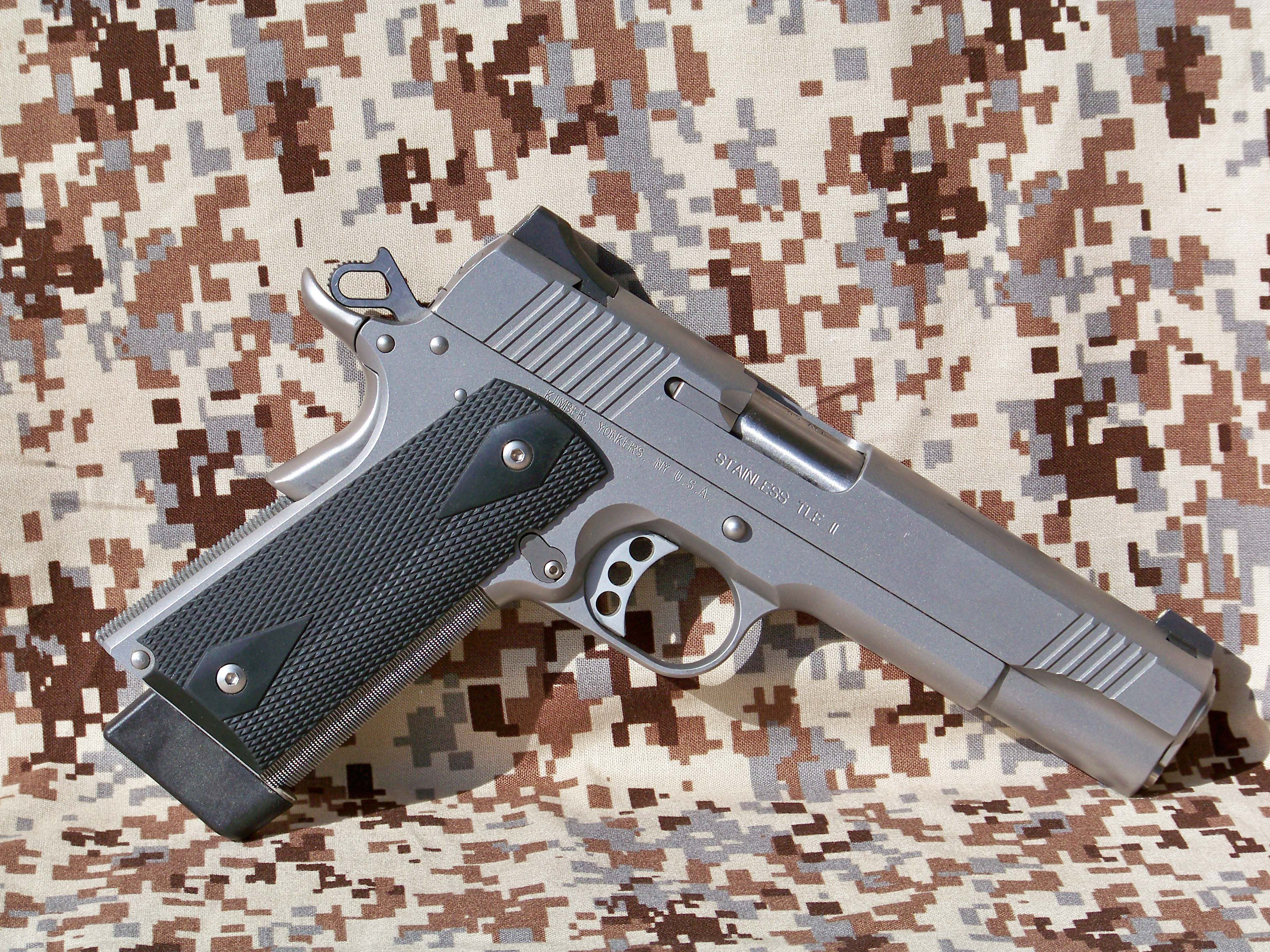
金柏不鏽鋼TLE Ⅱ型
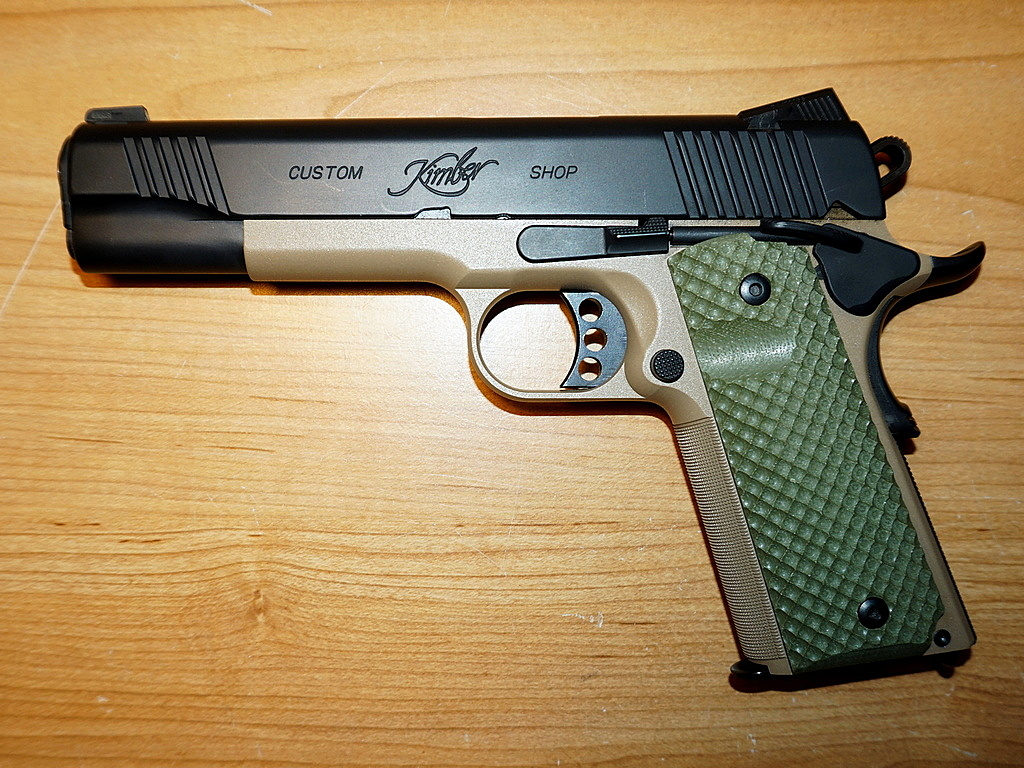
裝有G10綠色握把側板的金柏特裝店隱蔽Ⅱ型
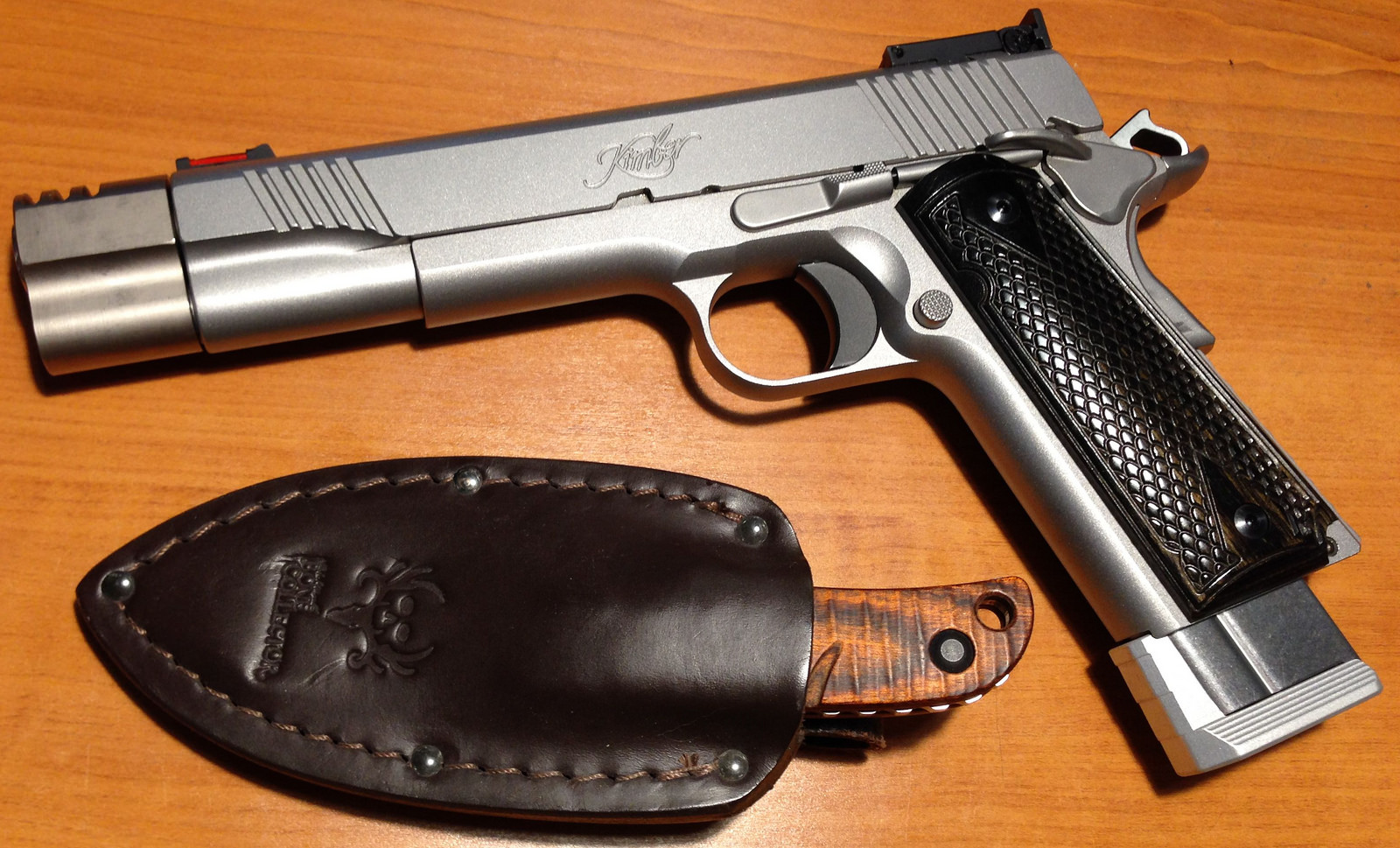
裝上6英吋Nowlin槍管的10毫米Auto金柏特裝瞄準Ⅱ型

## 流行文化
金柏特裝型半自動手槍及其衍生型亦出現在不少电影、電視劇和电脑游戏裡，例如：

### 电影
- 2003年—：型號為特裝TLE Ⅱ型，裝上Surefire 310R戰術燈（或沒有裝上）並且由洛杉磯警察局特種武器和戰術部隊隊員和毒梟亞歷山大·蒙特爾（Alexander Montel，奧利維爾·馬丁內斯飾演）、布萊恩·寶潔（Brian Gamble，飾演）所使用。
- 2007年—：型號為特裝TLE Ⅱ型，由蘭德（塞瑞爾·拉菲利飾演）用作佩槍（英语：Side arm），該槍其後被主角約翰·麥克連（布鲁斯·威利斯飾演）踢走。
- 2008年—《正義悍將》：型號為特裝TLE Ⅱ型，裝上Surefire 310R戰術燈並且由湯姆洛德（Tom Ludlow，飾演）、丹提迪邁爾警探（Dante Demille，約翰柯貝飾演）、科斯莫桑托斯（Cosmo Santos，飾演）等警探所使用。
- 2009年—：型號為勇士型，由霍克將軍（General Hawk，丹尼斯·奎德飾演）和公爵（Conrad Hauser / Duke，查尼·泰坦飾演）所使用。
- 2010年—：型號為勇士型，裝上諾瓦克機械瞄具、海狸尾部式握把保險、戰鬥型擊錘和珍珠握把片並且由羅伊斯（Royce，飾演）用作佩槍（英语：Side arm）。
- 2013年—《國定殺戮日》：型號為勇士型，由主角詹姆斯·桑丁（James Sandin，伊森·霍克飾演）於轉交其金牛座憤怒的公牛左輪手槍給兒子後用作佩槍（英语：Side arm）。
- 2013年—：型號為勇士型，由美國海軍臥底士官邁克爾·“斯蒂格”·史第文（Michael "Stig" Stigman，馬克·華伯格飾演）在搶劫銀行和其他多個場景中所使用。
- 2017年—：型號為勇士型，於故事後期由“包厘街之王”（The Bowler King，勞倫斯·費許朋飾演）提供給強納森·「約翰」·維克（基努·李維飾演）使用。

### 電視劇
- 2005年—：型號為特裝TLE Ⅱ型，由二級調查員兼醫學博士雷蒙·藍斯頓（Raymond Langston，勞倫斯·費許朋飾演）所使用。
- 2005年—《那時那地》：型號為特裝TLE Ⅱ型，裝上Surefire 310R戰術燈並且由瑞恩上校（Colonel Ryan，邁克爾·庫立茲飾演）所使用。
- 2006年—：勇士型由埃里克·格林（Eric Green，肯尼斯·米切爾飾演）所使用。
- 2009年—《南国警察》：型號為特裝TLE Ⅱ型，裝上Surefire 310R戰術燈並且由洛杉磯警察局特種武器和戰術部隊（英語：LAPD SWAT）在多季之中所使用，切克·布朗（Chickie Brown，阿里加·巴利吉飾演）並有使用。
- 2014年—《閃電俠》：型號為勇士型，2014年10月28日第1季第4集「單打獨鬥」（英語：Going Rogue），由史連諾／冷凍隊長（Leonard Snart/Captain Cold，溫特禾夫·米拿飾演，香港配音：陳卓智）用作佩槍（英语：Side arm）。

### 電子遊戲
- 2007年—：僅在Xbox 360和PlayStation 3版本的多人模式中登場，型號為沙漠勇士型，命名為「金柏ICQB」，可裝上消聲器。
- 2012年—：型號為勇士型，命名為「1911」，8發彈匣，不能裝上消聲器；解鎖衍生型為「影子」，可裝上消聲器、延長彈匣和開放型反射式瞄準鏡。
- 2014年—：型號為勇士型，命名為「1911」，8發彈匣，不能裝上消聲器；解鎖衍生型為「睡魔」（預訂時仍命名為「影子」），可裝上消聲器、延長彈匣和開放型反射式瞄準鏡。
- 《刺客任務》系列的《暗殺世界》系列三部曲：
  - 2016年—《2016》：型號為特裝TLE Ⅱ型，但使用春田裝填型M1911的鋸齒狀防滑紋，命名為“ICA19”，7發彈匣，預設裝上消聲器；解鎖衍生型為「ICA19 Chrome」（銀色槍身型）。
  - 2018年—《2》：型號為特裝TLE Ⅱ型，但使用春田裝填型M1911的鋸齒狀防滑紋，命名為“ICA19”，7發彈匣，預設裝上消聲器；解鎖衍生型為「ICA19 Chrome」（銀色槍身消聲型）、「ICA19 Black Lilly」（裝上手指凹槽消聲型）、「ICA19 F/A」（無消聲全自動型）和「ICA19 F/A Stealth」（全自動消聲型）。
  - 2021年—《3》：型號為特裝TLE Ⅱ型，但使用春田裝填型M1911的鋸齒狀防滑紋，命名為“ICA19”，7發彈匣，預設裝上消聲器；解鎖衍生型為「ICA19 Chrome」（銀色槍身消聲型）、「ICA19 Black Lilly」（裝上手指凹槽消聲型）、「ICA19 F/A」（無消聲全自動型）和「ICA19 F/A Stealth」（全自動消聲型）。
- 2019年—：型號為TLE/RL II型，命名為“1911”。戰役模式中由中央情報局特別活動部幹員亞歷克，以及阿蓋塔拉武裝份子所使用。聯機模式中為解鎖武器，並可作定制改裝。

## 資料來源

## 外部連結
- （英文）—金柏執法機關官方網站 （页面存档备份，存于）
- （英文）—全尺寸型金柏製M1911手槍說明手冊
- （英文）—M1911手槍愛好者網站—金柏公司手槍 （页面存档备份，存于）
- （英文）—American Rifleman—Kimber TLE II: The Go-To Gun （页面存档备份，存于）
- （英文）—The Firearm Blog.com—
  - New Suppressor Ready Kimber Pistols （页面存档备份，存于）
  - Kimber’s New 1911 Line-up for 2016 （页面存档备份，存于）
- （英文）—The Truth About Guns.com—
  - Preview: Kimber Tactical Custom HD II .45 1911-Style Pistol （页面存档备份，存于）
  - Gun Review: Kimber Tactical Custom HD II .45 1911-Style Pistol （页面存档备份，存于）
  - Gun Review: Kimber Tactical Custom HD II （页面存档备份，存于）
  - Gun Review: Kimber Custom Crimson Carry II （页面存档备份，存于）
  - Gun Review: Kimber Custom II vs. Smith & Wesson M&P Pro 9 （页面存档备份，存于）
  - Contest Entry: Gun Review – Kimber Stainless Target II 10mm （页面存档备份，存于）
- （英文）—Gun & Ammo.com—Kimber Desert Warrior TFS 1911 Review （页面存档备份，存于）
- （英文）—Tactical Life.com—
  - Kimber Warrior SOC .45 ACP （页面存档备份，存于）
  - Combat Handgun’s 25 ‘Can’t Miss’ List For 2014－KIMBER TLE/RL II （页面存档备份，存于）
  - COMBAT HANDGUNS’ 19 Top 1911s of 2014 （页面存档备份，存于）
  - Exclusive Video: Kimber’s Unstoppable 1911 Warrior Pistols （页面存档备份，存于）
  - 56 of the Best Pistols From Specials Weapons Magazine in 2015
  - 23 New 1911 Pistols For Duty, Self-Defense （页面存档备份，存于）
  - The 20 Best 1911 Pistols For Competition Shooting （页面存档备份，存于）
- （英文）—Personal Defense World.com—
  - KIMBER WARRIOR SOC （页面存档备份，存于）
  - 16 Strong and Silent Threaded-Barrel Pistols （页面存档备份，存于）
  - Kimber’s Custom TLE/RL II: 8+1 Rounds of 10mm Power （页面存档备份，存于）
  - Kimber’s Stainless, Two-Tone & TLE 1911 Pistols （页面存档备份，存于）
  - Kimber’s Engraved Stainless II Pistols （页面存档备份，存于）
- （简体中文）—D Boy Gun World（槍炮世界）—Kimber公司的1911 （页面存档备份，存于）
- （简体中文）—新浪軍事—经典再现：M1911最新型沙漠勇士手枪 （页面存档备份，存于）
- （简体中文）—《轻兵器》—借机扬名：金伯市售型“勇士”与TLE/RLⅡ手枪 （页面存档备份，存于）
- （简体中文）—轻兵器—洛杉矶警察特种部队新制式TLEⅡ手枪
- （繁體中文）—人民網—TLEⅡ：后來居上的新手槍 （页面存档备份，存于）